# Celosia nitida
Celosia nitida es una especie de planta herbácea perteneciente a la familia Amaranthaceae. 

## Descripción
Es una planta herbácea perennifolia que se encuentra en Texas y Florida, a pesar de que en Florida, actualmente es catalogada como especie en peligro de extinción. También se encuentra en América Central y del Sur. La planta puede crecer hasta los 2 m de altura, y las flores se producen de otoño a invierno.

## Taxonomía
Celosia nitida fue descrito por Martin Vahl  y publicado en Symbolae Botanicae, . . . 2: 44. 1791.
Etimología
Celosia: nombre genérico que deriva del griego: keleos = "quemada" que significa que incluye el color de la flor de la variedad roja los mechones de fuego plateado.
nitida: epíteto latino  que significa "brillante.
Sinonimia
- Celosia parviflora Vahl ex Moq.[3]